# Takuro Uehara
Takuro Uehara (født 8. juli 1991) er en japansk fodboldspiller, som spiller for den japanske fodboldklub Roasso Kumamoto.